# Graptomyza boliviensis
Graptomyza boliviensis là một loài ruồi trong họ Ruồi giả ong (Syrphidae). Loài này được miêu tả khoa học đầu tiên năm. Graptomyza boliviensis phân bố ở vùng Tân Nhiệt đới